# Маркушевич, Алексей Иванович
Алексе́й Ива́нович Маркуше́вич (20 марта (2 апреля) 1908, Петрозаводск, Олонецкая губерния, Российская империя — 7 июня 1979, СССР) — советский математик и педагог, книговед; доктор физико-математических наук (1944), профессор (1946), действительный член (1950), вице-президент (1950—1958, 1964—1967) Академии педагогических наук РСФСР, действительный член (1967), вице-президент (1967—1975) Академии педагогических наук СССР; заместитель министра просвещения РСФСР (1958—1964). Член ВКП(б) с 1951 года.
Автор работ по теории функций, педагогике и методике преподавания математики, истории науки. Автор многочисленных научно-популярных работ по математике. Ученик Михаила Алексеевича Лаврентьева.

## Биография
Родился 20 марта (2 апреля) 1908 в городе Петрозаводске Олонецкой губернии Российской империи в семье младшего архитектора губернского правления.
В 1916 году семья переезжает в Семипалатинск. Там Маркушевич окончил среднее образование: в 1924 году закончил общеобразовательные курсы по подготовке к поступлению в вуз, а в 1925 году — вечернюю школу. В этом же году по направлению от Семипалатинского отдела народного образования Маркушевич поступил на физико-математическое отделение Среднеазиатского университета в Ташкенте.:213 В 1930 году окончил университет.
Осенью 1931 года поступил в аспирантуру Научно-исследовательского института механики и математики МГУ. Его научным руководителем стал Михаил Алексеевич Лаврентьев.
В начале 1935 года стал старшим научным сотрудником НИИ механики и математики МГУ; в 1938 году — доцентом Московского государственного университета.:214 С 1935 года преподавал в Московском государственном университете.
В 1944 году получил степень доктора физико-математических наук. В 1945 году избран членом-корреспондентом Академии педагогических наук РСФСР. В 1946 году стал профессором. В 1950 году стал действительным членом (академиком) Академии педагогических наук РСФСР и её вице-президентом (на этом посту — с 1950 по 1958 годы, затем — в 1964—1967 годах). С 1967 года — действительный член Академии педагогических наук СССР. Находился на посту вице-президента академии с 1967 по 1975 годы.
В начале 1958 года избран председателем Общества «Финляндия — СССР»:217 С 1958 по 1964 годы являлся первым заместителем министра просвещения РСФСР. С 1965 года возглавлял комиссию по определению содержания школьного образования.

Могила на Кунцевском кладбище

Скончался 7 июня 1979 года. Похоронен в Москве на Кунцевском кладбище (10-й участок).

## Научная деятельность
Основная сфера научных интересов Маркушевича — теория функций комплексного переменного (теория конформного отображения, теория приближенных функций). Создал цикл работ по вопросам приближения, интерполяции и полноты, благодаря которым в теории аналитических функций стали широко использоваться методы функционального анализа, в частности теория линейных пространств.
Известные работы:
- «Теория аналитических функций»
- «Краткий курс теории аналитических функций»

## Книгоиздательская деятельность
В 1934—1937, 1943—1947 годах — заведующий редакцией математики в Издательстве технико-теоретической литературы. Выступал инициатором, участвовал в издании серий книг «Библиотека учителя», «Популярные лекции по математике». В 1951—1952, 1963—1966 годах был в числе инициаторов и редакторов «Энциклопедии элементарной математики». Один из инициаторов (в 1965—1978 — главный редактор) создания «Детской энциклопедии» в 12 томах. Принимал участие в издании книги «Что такое? Кто такой?» в трёх томах для младших школьников.
При этом книги интересовали Маркушевича и с точки зрения их истории. Так, начиная с 1940-х годов, им была собрана уникальная по подбору старопечатных книг личная библиотека. В 1976 году академик безвозмездно передал коллекцию инкунабул Государственной библиотеке СССР имени В. И. Ленина.

## Педагогическая деятельность
Маркушевич являлся сторонником реформирования преподавания математики в школе (1960-е — 1970-е годы). В 1960-е годы принимал участие в создании новых школьных учебников по математике, разрабатывал теорию школьного учебника, работал над вопросами усовершенствования подготовки школьных учителей математики. Был председателем комиссии Академии наук СССР и Академии педагогических наук СССР, которая определяла содержание образования в средней школе.

## Сочинения
- Принимал участие в составлении под редакцией П. С. Александрова и др. «Энциклопедии элементарной математики»:

- Книга 1. Арифметика. — М.; Л.: ГИТТЛ, 1951. — 448 с.
- Книга 2. Алгебра. — М.; Л.: ГИТТЛ, 1951. — 424 с.
- Книга 3. Функции и пределы. Основы анализа. — М.; Л.: ГИТТЛ, 1952. — 559 с.
- Книга 4. Геометрия. — М.: Физматгиз, 1963. — 567 с.
- Книга 5. Геометрия. — М.: «Наука», 1966. — 624 с.

- Маркушевич А. И. Ряды. Элементарный очерк. — Изд-во ОНТИ НКТП СССР, 1936. — 155 с.
- Маркушевич А. И. Возвратные последовательности. — 1950. — 52 с.
- Маркушевич А. И. Замечательные кривые. — 1952. — 32 с.
- Маркушевич А. И. Площади и логарифмы. — 1979. — 64 с.
- Маркушевич А. И. Комплексные числа и конформные отображения. — 1954. — 52 с.
- Маркушевич А. И. Очерки по истории теории аналитических функций. — 1951. — 127 с.
- Статьи в БСЭ:

- Аналитические функции, т. II, с. 342—352
- Гармонические функции, т. X, с. 235—237
- Конечных разностей исчисление, т. XXII, с. 376—379
- Многочлен, т. XXVIII, с. 12
- «Начала» Евклида, т. XXIX, с. 309—311 (совместно с И. Г. Башмаковой)
- Неравенства, т. XXIX, с. 465—466 (совместно с С. Б. Стечкиным)
- Предел, т. XXXIV, с. 396—398
- Ряды, т. XXXVII, с. 541—545 (совместно с А. П. Юшкевичем)
- Эллиптические функции, т. XLVIII, с. 666—669